# Asthenothaerus villosior
Asthenothaerus villosior är en musselart som beskrevs av Carpenter 1864. Asthenothaerus villosior ingår i släktet Asthenothaerus och familjen Thraciidae. Inga underarter finns listade i Catalogue of Life.